# Interlands Uruguayaans voetbalelftal 2010-2019
Deze pagina toont een chronologisch en gedetailleerd overzicht van de interlands die het Uruguayaans voetbalelftal speelde in de periode 2010 – 2019.

## Interlands

### 2010
|                                                              |                         |       |                                                     |                                                                                   |
| 3 maart Vriendschappelijk № 773 «onderlinge duels» 20:15 uur | Zwitserland             | 1 – 3 | Uruguay                                             | AFG Arena, Sankt Gallen Toeschouwers: 12.500 Scheidsrechter: Nicola Rizzoli (ITA) |
| 3 maart Vriendschappelijk № 773 «onderlinge duels» 20:15 uur | Gökhan Inler 29' (pen.) |       | 35' Diego Forlán 50' Luis Suárez 87' Edinson Cavani | AFG Arena, Sankt Gallen Toeschouwers: 12.500 Scheidsrechter: Nicola Rizzoli (ITA) |

|                                                             |                                                                             |       |                   |                                                                                         |
| 27 mei Vriendschappelijk № 774 «onderlinge duels» 22:30 uur | Uruguay                                                                     | 4 – 1 | Israël            | Estadio Centenario, Montevideo Toeschouwers: 60.000 Scheidsrechter: Enrique Osses (CHI) |
| 27 mei Vriendschappelijk № 774 «onderlinge duels» 22:30 uur | Diego Forlán 15' Álvaro Pereira 37' Sebastián Abreu 75' Sebastián Abreu 81' |       | 30' Lior Refaelov | Estadio Centenario, Montevideo Toeschouwers: 60.000 Scheidsrechter: Enrique Osses (CHI) |

| WK voetbal 2010 |
| --------------- |

|                                                                 |           |       |           |                                                                                        |
| 11 juni WK-eindronde Groep A № 775 «onderlinge duels» 20:30 uur | Uruguay   | 0 – 0 | Frankrijk | Groenpuntstadion, Kaapstad Toeschouwers: 65.000 Scheidsrechter: Yuichi Nishimura (JPN) |
| 11 juni WK-eindronde Groep A № 775 «onderlinge duels» 20:30 uur | (details) |       |           | Groenpuntstadion, Kaapstad Toeschouwers: 65.000 Scheidsrechter: Yuichi Nishimura (JPN) |

|                                                                 |             |           |                                                               |                                                                                              |
| 16 juni WK-eindronde Groep A № 776 «onderlinge duels» 20:30 uur | Zuid-Afrika | 0 – 3     | Uruguay                                                       | Loftus Versfeld Stadion, Pretoria Toeschouwers: 42.658 Scheidsrechter: Massimo Busacca (SUI) |
| 16 juni WK-eindronde Groep A № 776 «onderlinge duels» 20:30 uur |             | (details) | 23' Diego Forlán 80' (pen.) Diego Forlán 90+5' Álvaro Pereira | Loftus Versfeld Stadion, Pretoria Toeschouwers: 42.658 Scheidsrechter: Massimo Busacca (SUI) |

|                                                                 |        |           |                 |                                                                                             |
| 22 juni WK-eindronde Groep A № 777 «onderlinge duels» 16:00 uur | Mexico | 0 – 1     | Uruguay         | Royal Bafokeng Stadion, Rustenburg Toeschouwers: 33.425 Scheidsrechter: Viktor Kassai (HUN) |
| 22 juni WK-eindronde Groep A № 777 «onderlinge duels» 16:00 uur |        | (details) | 43' Luis Suárez | Royal Bafokeng Stadion, Rustenburg Toeschouwers: 33.425 Scheidsrechter: Viktor Kassai (HUN) |

|                                                                        |                                |           |                    | |
| 26 juni WK-eindronde Achtste finale № 778 «onderlinge duels» 16:00 uur | Uruguay                        | 2 – 1     | Zuid-Korea         | Nelson Mandelabaai Stadion, Port Elizabeth Toeschouwers: 30.597 Scheidsrechter: Wolfgang Stark (GER) |
| 26 juni WK-eindronde Achtste finale № 778 «onderlinge duels» 16:00 uur | Luis Suárez 8' Luis Suárez 80' | (details) | 68' Lee Chung-yong | Nelson Mandelabaai Stadion, Port Elizabeth Toeschouwers: 30.597 Scheidsrechter: Wolfgang Stark (GER) |

|                                                                    |                  |           |                      |                                                                                           |
| 2 juli WK-eindronde Kwartfinale № 779 «onderlinge duels» 20:30 uur | Uruguay          | 1 – 1     | Ghana                | Soccer City, Johannesburg Toeschouwers: 84.017 Scheidsrechter: Olegário Benquerença (POR) |
| 2 juli WK-eindronde Kwartfinale № 779 «onderlinge duels» 20:30 uur | Diego Forlán 55' | (details) | 45+2' Sulley Muntari | Soccer City, Johannesburg Toeschouwers: 84.017 Scheidsrechter: Olegário Benquerença (POR) |

|                                                                                   |       | strafschoppen                                           |  |
| Diego Forlán Mauricio Victorino Andrés Scotti Maximiliano Pereira Sebastián Abreu | 4 – 2 | Asamoah Gyan Stephen Appiah John Mensah Dominic Adiyiah |  |

|                                                                     |                                            |           |                                                                   |                                                                                       |
| 6 juli WK-eindronde Halve finale № 780 «onderlinge duels» 20:30 uur | Uruguay                                    | 2 – 3     | Nederland                                                         | Groenpuntstadion, Kaapstad Toeschouwers: 62.479 Scheidsrechter: Ravshan Irmatov (UZB) |
| 6 juli WK-eindronde Halve finale № 780 «onderlinge duels» 20:30 uur | Diego Forlán 41' Maximiliano Pereira 90+2' | (details) | 18' Giovanni van Bronckhorst 70' Wesley Sneijder 73' Arjen Robben | Groenpuntstadion, Kaapstad Toeschouwers: 62.479 Scheidsrechter: Ravshan Irmatov (UZB) |

|                                                                      |                                     |           |                                                       | |
| 10 juli WK-eindronde Troostfinale № 781 «onderlinge duels» 20:30 uur | Uruguay                             | 2 – 3     | Duitsland                                             | Nelson Mandelabaai Stadion, Port Elizabeth Toeschouwers: 36.254 Scheidsrechter: Benito Archundia (MEX) |
| 10 juli WK-eindronde Troostfinale № 781 «onderlinge duels» 20:30 uur | Edinson Cavani 28' Diego Forlán 51' | (details) | 19' Thomas Müller 56' Marcell Jansen 82' Sami Khedira | Nelson Mandelabaai Stadion, Port Elizabeth Toeschouwers: 36.254 Scheidsrechter: Benito Archundia (MEX) |

|  |  |  |  |  |  |  |  |  |

|                                                                  |        |                                              |         |                                                                                    |
| 11 augustus Vriendschappelijk № 782 «onderlinge duels» 21:30 uur | Angola | 0 – 2                                        | Uruguay | Estádio do Restelo, Lissabon Toeschouwers: 1.500 Scheidsrechter: Hugo Miguel (POR) |
| 11 augustus Vriendschappelijk № 782 «onderlinge duels» 21:30 uur |        | 84' (pen.) Edinson Cavani 90' Abel Hernández |         | Estádio do Restelo, Lissabon Toeschouwers: 1.500 Scheidsrechter: Hugo Miguel (POR) |

|                                                                |                  |       | | |
| 8 oktober Vriendschappelijk № 783 «onderlinge duels» 14:00 uur | Indonesië        | 1 – 7 | Uruguay | Stadion Utama Gelora Bung Karno, Jakarta Toeschouwers: 22.000 Scheidsrechter: Abbas Bin Daud (SIN) |
| 8 oktober Vriendschappelijk № 783 «onderlinge duels» 14:00 uur | Boaz Salossa 18' |       | 35' Edinson Cavani 43' Luis Suárez 54' Luis Suárez 58' Sebastián Eguren 69' (pen.) Luis Suárez 80' Edinson Cavani 83' Edinson Cavani | Stadion Utama Gelora Bung Karno, Jakarta Toeschouwers: 22.000 Scheidsrechter: Abbas Bin Daud (SIN) |

|                                                                 |       |                                                                                            |         |                                                                                   |
| 12 oktober Vriendschappelijk № 784 «onderlinge duels» 14:00 uur | China | 0 – 4                                                                                      | Uruguay | Wuhan Sports Center, Wuhan Toeschouwers: 50.000 Scheidsrechter: Gong-Gun Li (KOR) |
| 12 oktober Vriendschappelijk № 784 «onderlinge duels» 14:00 uur |       | 70' (e.d.) Xiaoting Feng 78' Edinson Cavani 81' Cristian Rodríguez 84' Sebastián Fernández |         | Wuhan Sports Center, Wuhan Toeschouwers: 50.000 Scheidsrechter: Gong-Gun Li (KOR) |

|                                                                  |                                     |       |         |                                                                                     |
| 17 november Vriendschappelijk № 785 «onderlinge duels» 19:45 uur | Chili                               | 2 – 0 | Uruguay | Estadio Nacional, Santiago Toeschouwers: 45.000 Scheidsrechter: Carlos Torres (PAR) |
| 17 november Vriendschappelijk № 785 «onderlinge duels» 19:45 uur | Alexis Sánchez 38' Arturo Vidal 75' |       |         | Estadio Nacional, Santiago Toeschouwers: 45.000 Scheidsrechter: Carlos Torres (PAR) |

### 2011
|                                                               |                                                   |       |         |                                                                                  |
| 25 maart Vriendschappelijk № 786 «onderlinge duels» 18:00 uur | Estland                                           | 2 – 0 | Uruguay | A. Le Coq Arena, Tallinn Toeschouwers: 6.817 Scheidsrechter: Antti Munukka (FIN) |
| 25 maart Vriendschappelijk № 786 «onderlinge duels» 18:00 uur | Konstantin Vassiljev 61' Vjatšeslav Zahovaiko 65' |       |         | A. Le Coq Arena, Tallinn Toeschouwers: 6.817 Scheidsrechter: Antti Munukka (FIN) |

|                                                               |                                       |       |                                                        |                                                                               |
| 29 maart Vriendschappelijk № 787 «onderlinge duels» 19:45 uur | Ierland                               | 2 – 3 | Uruguay                                                | Aviva Stadium, Dublin Toeschouwers: 25.611 Scheidsrechter: Saïd Ennjimi (FRA) |
| 29 maart Vriendschappelijk № 787 «onderlinge duels» 19:45 uur | Shane Long 15' Keith Fahey 48' (pen.) |       | 12' Diego Lugano 22' Edinson Cavani 40' Abel Hernández | Aviva Stadium, Dublin Toeschouwers: 25.611 Scheidsrechter: Saïd Ennjimi (FRA) |

|                                                             |                                    |       |                    |                                                                                              |
| 29 mei Vriendschappelijk № 788 «onderlinge duels» 20:00 uur | Duitsland                          | 2 – 1 | Uruguay            | Rhein-Neckar-Arena, Sinsheim Toeschouwers: 25.655 Scheidsrechter: Olegário Benquerença (POR) |
| 29 mei Vriendschappelijk № 788 «onderlinge duels» 20:00 uur | Mario Gómez 20' André Schürrle 35' |       | 48' Walter Gargano | Rhein-Neckar-Arena, Sinsheim Toeschouwers: 25.655 Scheidsrechter: Olegário Benquerença (POR) |

|                                                               |                 |       |                |                                                                                          |
| 8 juni Copa Confraternidad № 789 «onderlinge duels» 14:30 uur | Uruguay         | 1 – 1 | Nederland      | Estadio Centenario, Montevideo Toeschouwers: 50.000 Scheidsrechter: Néstor Pittana (ARG) |
| 8 juni Copa Confraternidad № 789 «onderlinge duels» 14:30 uur | Luis Suárez 82' |       | 90' Dirk Kuijt | Estadio Centenario, Montevideo Toeschouwers: 50.000 Scheidsrechter: Néstor Pittana (ARG) |

|                                                                                 |       | strafschoppen                                                           |  |
| Edinson Cavani Abel Hernández Mauricio Victorino Nicolás Lodeiro Álvaro Pereira | 4 – 3 | Robin van Persie Stijn Schaars Luuk de Jong Eljero Elia Johnny Heitinga |  |

|                                                              |                                                                |       |         |                                                                                              |
| 23 juni Vriendschappelijk № 790 «onderlinge duels» 14:30 uur | Uruguay                                                        | 3 – 0 | Estland | Estadio Atilio Paiva Olivera, Rivera Toeschouwers: 22.800 Scheidsrechter: Sául Laverni (ARG) |
| 23 juni Vriendschappelijk № 790 «onderlinge duels» 14:30 uur | Martín Cáceres 12' Mikk Reintam 55' (e.d.) Nicolás Lodeiro 72' |       |         | Estadio Atilio Paiva Olivera, Rivera Toeschouwers: 22.800 Scheidsrechter: Sául Laverni (ARG) |

| Copa América 2011 |
| ----------------- |

|                                                                |                 |       |                    |                                                                                             |
| 4 juli Copa América Groep C № 791 «onderlinge duels» 23:15 uur | Uruguay         | 1 – 1 | Peru               | Estadio del Bicentenario, San Juan Toeschouwers: 25.000 Scheidsrechter: Wilmar Roldán (COL) |
| 4 juli Copa América Groep C № 791 «onderlinge duels» 23:15 uur | Luis Suárez 45' |       | 23' Paolo Guerrero | Estadio del Bicentenario, San Juan Toeschouwers: 25.000 Scheidsrechter: Wilmar Roldán (COL) |

|                                                                |                    |       |                    |                                                                                                 |
| 8 juli Copa América Groep C № 792 «onderlinge duels» 19:15 uur | Uruguay            | 1 – 1 | Chili              | Estadio Malvinas Argentinas, Mendoza Toeschouwers: 45.000 Scheidsrechter: Carlos Amarilla (PAR) |
| 8 juli Copa América Groep C № 792 «onderlinge duels» 19:15 uur | Álvaro Pereira 53' |       | 64' Alexis Sánchez | Estadio Malvinas Argentinas, Mendoza Toeschouwers: 45.000 Scheidsrechter: Carlos Amarilla (PAR) |

|                                                                 |                    |       |        |                                                                                             |
| 12 juli Copa América Groep C № 793 «onderlinge duels» 19:15 uur | Uruguay            | 1 – 0 | Mexico | Estadio Ciudad de La Plata, La Plata Toeschouwers: 40.000 Scheidsrechter: Raúl Orozco (BOL) |
| 12 juli Copa América Groep C № 793 «onderlinge duels» 19:15 uur | Álvaro Pereira 53' |       |        | Estadio Ciudad de La Plata, La Plata Toeschouwers: 40.000 Scheidsrechter: Raúl Orozco (BOL) |

|                                                                     |                     |       |                | |
| 16 juli Copa América Kwartfinale № 794 «onderlinge duels» 19:15 uur | Argentinië          | 1 – 1 | Uruguay        | Estadio Brigadier General López, Santa Fe Toeschouwers: 47.000 Scheidsrechter: Carlos Amarilla (PAR) |
| 16 juli Copa América Kwartfinale № 794 «onderlinge duels» 19:15 uur | Gonzalo Higuaín 18' |       | 6' Diego Pérez | Estadio Brigadier General López, Santa Fe Toeschouwers: 47.000 Scheidsrechter: Carlos Amarilla (PAR) |

|                                                                           |       | strafschoppen                                                        |  |
| Lionel Messi Nicolás Burdisso Carlos Tévez Javier Pastore Gonzalo Higuaín | 4 – 5 | Diego Forlán Luis Suárez Andrés Scotti Walter Gargano Martín Cáceres |  |

|                                                                      |      |                                 |         |                                                                                             |
| 20 juli Copa América Halve finale № 794 «onderlinge duels» 20:45 uur | Peru | 0 – 2                           | Uruguay | Estadio Ciudad de La Plata, La Plata Toeschouwers: 25.000 Scheidsrechter: Raúl Orozco (BOL) |
| 20 juli Copa América Halve finale № 794 «onderlinge duels» 20:45 uur |      | 53' Luis Suárez 58' Luis Suárez |         | Estadio Ciudad de La Plata, La Plata Toeschouwers: 25.000 Scheidsrechter: Raúl Orozco (BOL) |

|                                                                |                                                   |       |          |                                                                                             |
| 24 juli Copa América Finale № 795 «onderlinge duels» 20:00 uur | Uruguay                                           | 3 – 0 | Paraguay | Estadio Monumental, Buenos Aires Toeschouwers: 57.921 Scheidsrechter: Sálvio Fagundes (BRA) |
| 24 juli Copa América Finale № 795 «onderlinge duels» 20:00 uur | Luis Suárez 12' Diego Forlán 42' Diego Forlán 89' |       |          | Estadio Monumental, Buenos Aires Toeschouwers: 57.921 Scheidsrechter: Sálvio Fagundes (BRA) |

|  |  |  |  |  |  |  |  |  |

|                                                                  |                                             |       |                                                         | |
| 2 september Vriendschappelijk № 796 «onderlinge duels» 19:00 uur | Oekraïne                                    | 2 – 3 | Uruguay                                                 | Oblast Sports Complex "Metalist", Charkov Toeschouwers: 33.000 Scheidsrechter: Björn Kuipers (NED) |
| 2 september Vriendschappelijk № 796 «onderlinge duels» 19:00 uur | Andriy Yarmolenko 1' Jevhen Konopljanka 44' |       | 43' Alvaro González 61' Diego Lugano 87' Abel Hernández | Oblast Sports Complex "Metalist", Charkov Toeschouwers: 33.000 Scheidsrechter: Björn Kuipers (NED) |

|                                                              |                                                                     |       |                                            |                                                                                           |
| 7 oktober WK-kwalificatie № 797 «onderlinge duels» 20:00 uur | Uruguay                                                             | 4 – 2 | Bolivia                                    | Estadio Centenario, Montevideo Toeschouwers: 25.500 Scheidsrechter: Víctor Carrillo (PER) |
| 7 oktober WK-kwalificatie № 797 «onderlinge duels» 20:00 uur | Luis Suárez 3' Diego Lugano 25' Edinson Cavani 34' Diego Lugano 71' |       | 17' Rudy Cardozo 87' (pen.) Marcelo Moreno | Estadio Centenario, Montevideo Toeschouwers: 25.500 Scheidsrechter: Víctor Carrillo (PER) |

|                                                               |                   |       |                  |                                                                                                 |
| 11 oktober WK-kwalificatie № 798 «onderlinge duels» 20:00 uur | Paraguay          | 1 – 1 | Uruguay          | Estadio Defensores del Chaco, Asunción Toeschouwers: 12.922 Scheidsrechter: Wilson Seneme (BRA) |
| 11 oktober WK-kwalificatie № 798 «onderlinge duels» 20:00 uur | Richard Ortíz 90' |       | 67' Diego Forlán | Estadio Defensores del Chaco, Asunción Toeschouwers: 12.922 Scheidsrechter: Wilson Seneme (BRA) |

|                                                                |                                                                 |       |       |                                                                                           |
| 11 november WK-kwalificatie № 799 «onderlinge duels» 21:00 uur | Uruguay                                                         | 4 – 0 | Chili | Estadio Centenario, Montevideo Toeschouwers: 40.500 Scheidsrechter: Héctor Baldassi (ARG) |
| 11 november WK-kwalificatie № 799 «onderlinge duels» 21:00 uur | Luis Suárez 42' Luis Suárez 45' Luis Suárez 67' Luis Suárez 74' |       |       | Estadio Centenario, Montevideo Toeschouwers: 40.500 Scheidsrechter: Héctor Baldassi (ARG) |

|                                                                  |        |                        |         |                                                                               |
| 15 november Vriendschappelijk № 800 «onderlinge duels» 19:45 uur | Italië | 0 – 1                  | Uruguay | Stadio Olimpico, Rome Toeschouwers: 33.000 Scheidsrechter: Duarte Gomes (POR) |
| 15 november Vriendschappelijk № 800 «onderlinge duels» 19:45 uur |        | 3' Sebastián Fernández |         | Stadio Olimpico, Rome Toeschouwers: 33.000 Scheidsrechter: Duarte Gomes (POR) |

### 2012
|                                                                  |                   |       |                   |                                                                                        |
| 29 februari Vriendschappelijk № 801 «onderlinge duels» 18:30 uur | Roemenië          | 1 – 1 | Uruguay           | Stadionul Național, Boekarest Toeschouwers: 20.000 Scheidsrechter: Viktor Kassai (HUN) |
| 29 februari Vriendschappelijk № 801 «onderlinge duels» 18:30 uur | Bogdan Stancu 50' |       | 2' Edinson Cavani | Stadionul Național, Boekarest Toeschouwers: 20.000 Scheidsrechter: Viktor Kassai (HUN) |

|                                                             |                         |       |                 |                                                                                 |
| 24 mei Vriendschappelijk № 802 «onderlinge duels» 18:45 uur | Rusland                 | 1 – 1 | Uruguay         | Lokomotiv Stadion, Moskou Toeschouwers: 20.000 Scheidsrechter: Kevin Blom (NED) |
| 24 mei Vriendschappelijk № 802 «onderlinge duels» 18:45 uur | Aleksandr Kerzjakov 49' |       | 48' Luis Suárez | Lokomotiv Stadion, Moskou Toeschouwers: 20.000 Scheidsrechter: Kevin Blom (NED) |

|                                                           |                  |       |                        |                                                                                         |
| 2 juni WK-kwalificatie № 803 «onderlinge duels» 20:00 uur | Uruguay          | 1 – 1 | Venezuela              | Estadio Centenario, Montevideo Toeschouwers: 40.000 Scheidsrechter: Antonio Arias (PAR) |
| 2 juni WK-kwalificatie № 803 «onderlinge duels» 20:00 uur | Diego Forlán 38' |       | 84' (e.d.) Diego Godín | Estadio Centenario, Montevideo Toeschouwers: 40.000 Scheidsrechter: Antonio Arias (PAR) |

|                                                            |                                                                                     |       |                                           |                                                                                                |
| 10 juni WK-kwalificatie № 804 «onderlinge duels» 20:30 uur | Uruguay                                                                             | 4 – 2 | Peru                                      | Estadio Centenario, Montevideo Toeschouwers: 45.000 Scheidsrechter: Leandro Pedro Vuaden (BRA) |
| 10 juni WK-kwalificatie № 804 «onderlinge duels» 20:30 uur | Sebastián Coates 15' Maxi Pereira 30' Cristian Rodríguez 63' Sebastián Eguren 90+4' |       | 40' (e.d.) Diego Godín 48' Paolo Guerrero | Estadio Centenario, Montevideo Toeschouwers: 45.000 Scheidsrechter: Leandro Pedro Vuaden (BRA) |

|                                                                  |           |       |         |                                                                                  |
| 15 augustus Vriendschappelijk № 805 «onderlinge duels» 21:00 uur | Frankrijk | 0 – 0 | Uruguay | Stade Océane, Le Havre Toeschouwers: 25.000 Scheidsrechter: Daniele Orsato (ITA) |
| 15 augustus Vriendschappelijk № 805 «onderlinge duels» 21:00 uur |           |       |         | Stade Océane, Le Havre Toeschouwers: 25.000 Scheidsrechter: Daniele Orsato (ITA) |

|                                                                |                                                                                 |       |         |                                                                                            |
| 7 september WK-kwalificatie № 806 «onderlinge duels» 21:30 uur | Colombia                                                                        | 4 – 0 | Uruguay | Estadio Metropolitano, Barranquilla Toeschouwers: 45.000 Scheidsrechter: Heber Lopes (BRA) |
| 7 september WK-kwalificatie № 806 «onderlinge duels» 21:30 uur | Radamel Falcao 2' Teófilo Gutiérrez 48' Teófilo Gutiérrez 52' Juan Zúñiga 90+1' |       |         | Estadio Metropolitano, Barranquilla Toeschouwers: 45.000 Scheidsrechter: Heber Lopes (BRA) |

|                                                                 |                    |       |                          |                                                                                           |
| 11 september WK-kwalificatie № 807 «onderlinge duels» 20:30 uur | Uruguay            | 1 – 1 | Ecuador                  | Estadio Centenario, Montevideo Toeschouwers: 30.000 Scheidsrechter: Carlos Amarilla (PAR) |
| 11 september WK-kwalificatie № 807 «onderlinge duels» 20:30 uur | Edinson Cavani 68' |       | 8' (pen.) Felipe Caicedo | Estadio Centenario, Montevideo Toeschouwers: 30.000 Scheidsrechter: Carlos Amarilla (PAR) |

|                                                               |                                                  |       |         |                                                                                                |
| 12 oktober WK-kwalificatie № 808 «onderlinge duels» 20:00 uur | Argentinië                                       | 3 – 0 | Uruguay | Estadio Malvinas Argentinas, Mendoza Toeschouwers: 34.000 Scheidsrechter: Leandro Vuaden (BRA) |
| 12 oktober WK-kwalificatie № 808 «onderlinge duels» 20:00 uur | Lionel Messi 66' Kun Agüero 75' Lionel Messi 80' |       |         | Estadio Malvinas Argentinas, Mendoza Toeschouwers: 34.000 Scheidsrechter: Leandro Vuaden (BRA) |

|                                                               |                                                                              |       |                 |                                                                                         |
| 16 oktober WK-kwalificatie № 809 «onderlinge duels» 21:00 uur | Bolivia                                                                      | 4 – 1 | Uruguay         | Estadio Hernando Siles, La Paz Toeschouwers: 25.402 Scheidsrechter: Víctor Rivera (PER) |
| 16 oktober WK-kwalificatie № 809 «onderlinge duels» 21:00 uur | Carlos Saucedo 6' Gualberto Mojica 27' Carlos Saucedo 51' Carlos Saucedo 55' |       | 81' Luis Suárez | Estadio Hernando Siles, La Paz Toeschouwers: 25.402 Scheidsrechter: Víctor Rivera (PER) |

|                                                                  |                      |       |                                                          |                                                                                    |
| 14 november Vriendschappelijk № 810 «onderlinge duels» 19:45 uur | Polen                | 1 – 3 | Uruguay                                                  | PGE Arena Gdańsk, Gdańsk Toeschouwers: 39.460 Scheidsrechter: William Collum (SCO) |
| 14 november Vriendschappelijk № 810 «onderlinge duels» 19:45 uur | Ludovic Obraniak 64' |       | 22' (e.d.) Kamil Glik 34' Edinson Cavani 66' Luis Suárez | PGE Arena Gdańsk, Gdańsk Toeschouwers: 39.460 Scheidsrechter: William Collum (SCO) |

### 2013
|                                                                 |                                       |       |                        | |
| 6 februari Vriendschappelijk № 811 «onderlinge duels» 18:30 uur | Spanje                                | 3 – 1 | Uruguay                | Khalifa International Stadium, Doha Toeschouwers: 20.000 Scheidsrechter: Fahad Jaber Al-Marri (SUI) |
| 6 februari Vriendschappelijk № 811 «onderlinge duels» 18:30 uur | Cesc Fábregas 15' Pedro 51' Pedro 74' |       | 31' Cristian Rodríguez | Khalifa International Stadium, Doha Toeschouwers: 20.000 Scheidsrechter: Fahad Jaber Al-Marri (SUI) |

|                                                             |                 |       |                   |                                                                                         |
| 22 maart WK-kwalificatie № 812 «onderlinge duels» 20:00 uur | Uruguay         | 1 – 1 | Paraguay          | Estadio Centenario, Montevideo Toeschouwers: 32.000 Scheidsrechter: Wilmar Roldán (COL) |
| 22 maart WK-kwalificatie № 812 «onderlinge duels» 20:00 uur | Luis Suárez 82' |       | 86' Edgar Benítez | Estadio Centenario, Montevideo Toeschouwers: 32.000 Scheidsrechter: Wilmar Roldán (COL) |

|                                                             |                                        |       |         |                                                                                     |
| 26 maart WK-kwalificatie № 813 «onderlinge duels» 20:00 uur | Chili                                  | 2 – 0 | Uruguay | Estadio Nacional, Santiago Toeschouwers: 43.816 Scheidsrechter: Néstor Pitana (ARG) |
| 26 maart WK-kwalificatie № 813 «onderlinge duels» 20:00 uur | Esteban Paredes 11' Eduardo Vargas 78' |       |         | Estadio Nacional, Santiago Toeschouwers: 43.816 Scheidsrechter: Néstor Pitana (ARG) |

|                                                             |                 |       |           |                                                                                         |
| 5 juni Vriendschappelijk № 814 «onderlinge duels» 21:00 uur | Uruguay         | 1 – 0 | Frankrijk | Estadio Centenario, Montevideo Toeschouwers: 20.000 Scheidsrechter: Antonio Arias (PAR) |
| 5 juni Vriendschappelijk № 814 «onderlinge duels» 21:00 uur | Luis Suárez 50' |       |           | Estadio Centenario, Montevideo Toeschouwers: 20.000 Scheidsrechter: Antonio Arias (PAR) |

|                                                            |           |                    |         |                                                                                                   |
| 11 juni WK-kwalificatie № 815 «onderlinge duels» 21:00 uur | Venezuela | 0 – 1              | Uruguay | Estadio Cachamay, Puerto Ordaz Toeschouwers: 40.000 Scheidsrechter: Paulo César de Oliveira (BRA) |
| 11 juni WK-kwalificatie № 815 «onderlinge duels» 21:00 uur |           | 28' Edinson Cavani |         | Estadio Cachamay, Puerto Ordaz Toeschouwers: 40.000 Scheidsrechter: Paulo César de Oliveira (BRA) |

| FIFA Confederations Cup 2013 |
| ---------------------------- |

|                                                                           |                               |       |                 |                                                                                      |
| 16 juni Confederations Cup Groep B № 816 «onderlinge duels» 19:00 (UTC−3) | Spanje                        | 2 – 1 | Uruguay         | Arena Pernambuco, Recife Toeschouwers: 41.705 Scheidsrechter: Yuichi Nishimura (JAP) |
| 16 juni Confederations Cup Groep B № 816 «onderlinge duels» 19:00 (UTC−3) | Pedro 20' Roberto Soldado 31' |       | 88' Luis Suárez | Arena Pernambuco, Recife Toeschouwers: 41.705 Scheidsrechter: Yuichi Nishimura (JAP) |

|                                                                           |                    |       |                                   |                                                                                     |
| 20 juni Confederations Cup Groep B № 817 «onderlinge duels» 19:00 (UTC−3) | Nigeria            | 1 – 2 | Uruguay                           | Arena Fonte Nova, Salvador Toeschouwers: 26.769 Scheidsrechter: Björn Kuipers (NED) |
| 20 juni Confederations Cup Groep B № 817 «onderlinge duels» 19:00 (UTC−3) | John Obi Mikel 37' |       | 19' Diego Lugano 51' Diego Forlán | Arena Fonte Nova, Salvador Toeschouwers: 26.769 Scheidsrechter: Björn Kuipers (NED) |

|                                                                           | |       |        |                                                                                   |
| 23 juni Confederations Cup Groep B № 818 «onderlinge duels» 16:00 (UTC−3) | Uruguay | 8 – 0 | Tahiti | Arena Pernambuco, Recife Toeschouwers: 22.047 Scheidsrechter: Pedro Proença (POR) |
| 23 juni Confederations Cup Groep B № 818 «onderlinge duels» 16:00 (UTC−3) | Abel Hernández 2' Abel Hernández 24' Diego Pérez 27' Abel Hernández 45+1' Nicolas Lodeiro 61' Abel Hernández 67' (pen.) Luis Suárez 82' Luis Suárez 90' |       |        | Arena Pernambuco, Recife Toeschouwers: 22.047 Scheidsrechter: Pedro Proença (POR) |

|                                                                                |                       |       |                    |                                                                                           |
| 26 juni Confederations Cup Halve finale № 819 «onderlinge duels» 16:00 (UTC−3) | Brazilië              | 2 – 1 | Uruguay            | Estádio Mineirão, Belo Horizonte Toeschouwers: 57.483 Scheidsrechter: Enrique Osses (CHI) |
| 26 juni Confederations Cup Halve finale № 819 «onderlinge duels» 16:00 (UTC−3) | Fred 41' Paulinho 86' |       | 48' Edinson Cavani | Estádio Mineirão, Belo Horizonte Toeschouwers: 57.483 Scheidsrechter: Enrique Osses (CHI) |

|                                                                                |                                                                       |              |                                                                             |                                                                                       |
| 30 juni Confederations Cup Troostfinale № 820 «onderlinge duels» 17:00 (UTC−3) | Uruguay                                                               | 2 – 2 (n.v.) | Italië                                                                      | Arena Fonte Nova, Salvador Toeschouwers: 43.382 Scheidsrechter: Djamel Haimoudi (ALG) |
| 30 juni Confederations Cup Troostfinale № 820 «onderlinge duels» 17:00 (UTC−3) | Edinson Cavani 58' Edinson Cavani 78'                                 |              | 24' Davide Astori 73' Diamanti                                              | Arena Fonte Nova, Salvador Toeschouwers: 43.382 Scheidsrechter: Djamel Haimoudi (ALG) |
| 30 juni Confederations Cup Troostfinale № 820 «onderlinge duels» 17:00 (UTC−3) | Strafschoppen                                                         |              |                                                                             | Arena Fonte Nova, Salvador Toeschouwers: 43.382 Scheidsrechter: Djamel Haimoudi (ALG) |
| 30 juni Confederations Cup Troostfinale № 820 «onderlinge duels» 17:00 (UTC−3) | Diego Forlán Edinson Cavani Luis Suárez Martín Cáceres Walter Gargano | 2 – 3        | Alberto Aquilani Stephan El Shaarawy Mattia De Sciglio Emanuele Giaccherini | Arena Fonte Nova, Salvador Toeschouwers: 43.382 Scheidsrechter: Djamel Haimoudi (ALG) |

|  |  |  |  |  |  |  |  |  |

|                                                                  |                                     |       |                                                                       |                                                                                 |
| 14 augustus Vriendschappelijk № 821 «onderlinge duels» 12:20 uur | Japan                               | 2 – 4 | Uruguay                                                               | Miyagistadion, Rifu Toeschouwers: 45.883 Scheidsrechter: Szymon Marciniak (POL) |
| 14 augustus Vriendschappelijk № 821 «onderlinge duels» 12:20 uur | Shinji Kagawa 54' Keisuke Honda 72' |       | 27' Diego Forlán 29' Diego Forlán 53' Luis Suárez 58' Álvaro González | Miyagistadion, Rifu Toeschouwers: 45.883 Scheidsrechter: Szymon Marciniak (POL) |

|                                                                |                      |       |                                        |                                                                                    |
| 6 september WK-kwalificatie № 822 «onderlinge duels» 21:30 uur | Peru                 | 1 – 2 | Uruguay                                | Estadio Nacional, Lima Toeschouwers: 39.222 Scheidsrechter: Patricio Loustau (ARG) |
| 6 september WK-kwalificatie № 822 «onderlinge duels» 21:30 uur | Jefferson Farfán 83' |       | 42' (pen.) Luis Suárez 66' Luis Suárez | Estadio Nacional, Lima Toeschouwers: 39.222 Scheidsrechter: Patricio Loustau (ARG) |

|                                                                 |                                         |       |          |                                                                                         |
| 10 september WK-kwalificatie № 823 «onderlinge duels» 20:00 uur | Uruguay                                 | 2 – 0 | Colombia | Estadio Centenario, Montevideo Toeschouwers: 50.000 Scheidsrechter: Antonio Arias (PAR) |
| 10 september WK-kwalificatie № 823 «onderlinge duels» 20:00 uur | Edinson Cavani 78' Christian Stuani 80' |       |          | Estadio Centenario, Montevideo Toeschouwers: 50.000 Scheidsrechter: Antonio Arias (PAR) |

|                                                               |                       |       |         |                                                                                           |
| 11 oktober WK-kwalificatie № 824 «onderlinge duels» 20:00 uur | Ecuador               | 1 – 0 | Uruguay | Estadio Olímpico Atahualpa, Quito Toeschouwers: 36.000 Scheidsrechter: Sandro Ricci (BRA) |
| 11 oktober WK-kwalificatie № 824 «onderlinge duels» 20:00 uur | Jefferson Montero 30' |       |         | Estadio Olímpico Atahualpa, Quito Toeschouwers: 36.000 Scheidsrechter: Sandro Ricci (BRA) |

|                                                               |                                                                 |       |                                       |                                                                                           |
| 15 oktober WK-kwalificatie № 825 «onderlinge duels» 20:00 uur | Uruguay                                                         | 3 – 2 | Argentinië                            | Estadio Centenario, Montevideo Toeschouwers: 55.000 Scheidsrechter: Marcelo de Lima (BRA) |
| 15 oktober WK-kwalificatie № 825 «onderlinge duels» 20:00 uur | Cristian Rodríguez 6' Luis Suárez 34' (pen.) Edinson Cavani 49' |       | 15' Maxi Rodriguez 41' Maxi Rodriguez | Estadio Centenario, Montevideo Toeschouwers: 55.000 Scheidsrechter: Marcelo de Lima (BRA) |

|                                                                          |          | |         |                                                                                           |
| 13 november WK-kwalificatie Play-offs № 826 «onderlinge duels» 20:00 uur | Jordanië | 0 – 5                                                                                               | Uruguay | Amman Internationaal Stadion, Amman Toeschouwers: 17.370 Scheidsrechter: Svein Moen (NOR) |
| 13 november WK-kwalificatie Play-offs № 826 «onderlinge duels» 20:00 uur |          | 23' Maxi Pereira 43' Christian Stuani 70' Nicolás Lodeiro 77' Cristian Rodríguez 90' Edinson Cavani |         | Amman Internationaal Stadion, Amman Toeschouwers: 17.370 Scheidsrechter: Svein Moen (NOR) |

|                                                                          |         |       |          |                                                                                          |
| 20 november WK-kwalificatie Play-offs № 827 «onderlinge duels» 20:00 uur | Uruguay | 0 – 0 | Jordanië | Estadio Centenario, Montevideo Toeschouwers: 62.000 Scheidsrechter: Jonas Eriksson (SWE) |
| 20 november WK-kwalificatie Play-offs № 827 «onderlinge duels» 20:00 uur |         |       |          | Estadio Centenario, Montevideo Toeschouwers: 62.000 Scheidsrechter: Jonas Eriksson (SWE) |

### 2014
|                                                              |                |       |                    |                                                                                       |
| 5 maart Vriendschappelijk № 828 «onderlinge duels» 20:00 uur | Oostenrijk     | 1 – 1 | Uruguay            | Hypo Group Arena, Klagenfurt Toeschouwers: 22.000 Scheidsrechter: Deniz Aytekin (GER) |
| 5 maart Vriendschappelijk № 828 «onderlinge duels» 20:00 uur | Marc Janko 14' |       | 66' Álvaro Pereira | Hypo Group Arena, Klagenfurt Toeschouwers: 22.000 Scheidsrechter: Deniz Aytekin (GER) |

|                                                             |                      |       |               |                                                                                          |
| 30 mei Vriendschappelijk № 829 «onderlinge duels» 20:30 uur | Uruguay              | 1 – 0 | Noord-Ierland | Estadio Centenario, Montevideo Toeschouwers: 35.000 Scheidsrechter: Leandro Vuaden (BRA) |
| 30 mei Vriendschappelijk № 829 «onderlinge duels» 20:30 uur | Christian Stuani 61' |       |               | Estadio Centenario, Montevideo Toeschouwers: 35.000 Scheidsrechter: Leandro Vuaden (BRA) |

|                                                             |                                         |       |          |                                                                                               |
| 4 juni Vriendschappelijk № 830 «onderlinge duels» 20:30 uur | Uruguay                                 | 2 – 0 | Slovenië | Estadio Centenario, Montevideo Toeschouwers: 55.000 Scheidsrechter: Juan Carlos Loustau (ARG) |
| 4 juni Vriendschappelijk № 830 «onderlinge duels» 20:30 uur | Edinson Cavani 37' Christian Stuani 76' |       |          | Estadio Centenario, Montevideo Toeschouwers: 55.000 Scheidsrechter: Juan Carlos Loustau (ARG) |

| WK voetbal 2014 |
| --------------- |

|                                                                         |                           |       |                                                    |                                                                            |
| 14 juni WK-eindronde Groep D № 831 «onderlinge duels» 17:00 uur (UTC−3) | Uruguay                   | 1 – 3 | Costa Rica                                         | Castelão, Fortaleza Toeschouwers: 58.679 Scheidsrechter: Felix Brych (GER) |
| 14 juni WK-eindronde Groep D № 831 «onderlinge duels» 17:00 uur (UTC−3) | Edinson Cavani 24' (pen.) |       | 54' Joel Campbell 57' Óscar Duarte 84' Marco Ureña | Castelão, Fortaleza Toeschouwers: 58.679 Scheidsrechter: Felix Brych (GER) |

|                                                                         |                                 |       |                  |                                                                                        |
| 19 juni WK-eindronde Groep D № 832 «onderlinge duels» 17:00 uur (UTC−3) | Uruguay                         | 2 – 1 | Engeland         | Arena Corinthians, São Paulo Toeschouwers: 62.575 Scheidsrechter: Carlos Velasco (ESP) |
| 19 juni WK-eindronde Groep D № 832 «onderlinge duels» 17:00 uur (UTC−3) | Luis Suárez 39' Luis Suárez 85' |       | 75' Wayne Rooney | Arena Corinthians, São Paulo Toeschouwers: 62.575 Scheidsrechter: Carlos Velasco (ESP) |

|                                                                         |        |                 |         |                                                                                   |
| 24 juni WK-eindronde Groep D № 833 «onderlinge duels» 13:00 uur (UTC−3) | Italië | 0 – 1           | Uruguay | Arena das Dunas, Natal Toeschouwers: 39.706 Scheidsrechter: Marco Rodríguez (MEX) |
| 24 juni WK-eindronde Groep D № 833 «onderlinge duels» 13:00 uur (UTC−3) |        | 81' Diego Godín |         | Arena das Dunas, Natal Toeschouwers: 39.706 Scheidsrechter: Marco Rodríguez (MEX) |

|                                                                                |                                         |       |         |                                                                                   |
| 28 juni WK-eindronde Achtste finale № 834 «onderlinge duels» 17:00 uur (UTC−3) | Colombia                                | 2 – 0 | Uruguay | Maracanã, Rio de Janeiro Toeschouwers: 73.804 Scheidsrechter: Björn Kuipers (NED) |
| 28 juni WK-eindronde Achtste finale № 834 «onderlinge duels» 17:00 uur (UTC−3) | James Rodríguez 28' James Rodríguez 50' |       |         | Maracanã, Rio de Janeiro Toeschouwers: 73.804 Scheidsrechter: Björn Kuipers (NED) |

|  |  |  |  |  |  |  |  |  |

|                                                                  |       |                                       |         |                                                                               |
| 5 september Vriendschappelijk № 835 «onderlinge duels» 20:00 uur | Japan | 0 – 2                                 | Uruguay | Sapporo Dome, Sapporo Toeschouwers: 39.294 Scheidsrechter: Kim Sang-Woo (KOR) |
| 5 september Vriendschappelijk № 835 «onderlinge duels» 20:00 uur |       | 34' Edinson Cavani 70' Abel Hernández |         | Sapporo Dome, Sapporo Toeschouwers: 39.294 Scheidsrechter: Kim Sang-Woo (KOR) |

|                                                                  |            |                        |         |                                                                          |
| 8 september Vriendschappelijk № 836 «onderlinge duels» 20:00 uur | Zuid-Korea | 0 – 1                  | Uruguay | Goyang Stadion, Goyang Toeschouwers: ?? Scheidsrechter: Ryuji Sato (JPN) |
| 8 september Vriendschappelijk № 836 «onderlinge duels» 20:00 uur |            | 67' José María Giménez |         | Goyang Stadion, Goyang Toeschouwers: ?? Scheidsrechter: Ryuji Sato (JPN) |

|                                                                 |                 |       |                          |                                                                                          |
| 10 oktober Vriendschappelijk № 837 «onderlinge duels» 20:00 uur | Saoedi-Arabië   | 1 – 1 | Uruguay                  | Abdullah al-Faisal Stadion, Jeddah Toeschouwers: ?? Scheidsrechter: Jameel Mohamed (BHR) |
| 10 oktober Vriendschappelijk № 837 «onderlinge duels» 20:00 uur | Naif Hazazi 90' |       | 47' (e.d.) Hassan Mouath | Abdullah al-Faisal Stadion, Jeddah Toeschouwers: ?? Scheidsrechter: Jameel Mohamed (BHR) |

|                                                                 |      |                                                        |         |                                                                                     |
| 13 oktober Vriendschappelijk № 838 «onderlinge duels» 20:00 uur | Oman | 0 – 3                                                  | Uruguay | Sultan Qaboos Complex, Masqat Toeschouwers: ?? Scheidsrechter: Maraj Al-Awaji (KSA) |
| 13 oktober Vriendschappelijk № 838 «onderlinge duels» 20:00 uur |      | 57' Luis Suárez 67' Luis Suárez 87' Jonathan Rodríguez |         | Sultan Qaboos Complex, Masqat Toeschouwers: ?? Scheidsrechter: Maraj Al-Awaji (KSA) |

|                                                                  |                                                     |       |                                                     |                                                                                          |
| 13 november Vriendschappelijk № 839 «onderlinge duels» 20:00 uur | Uruguay                                             | 3 – 3 | Costa Rica                                          | Estadio Centenario, Montevideo Toeschouwers: 35.000 Scheidsrechter: Germán Delfino (ARG) |
| 13 november Vriendschappelijk № 839 «onderlinge duels» 20:00 uur | Luis Suárez 50' José Giménez 64' Edinson Cavani 67' |       | 42' Álvaro Saborio 51' Bryan Ruiz 90' Johan Venegas | Estadio Centenario, Montevideo Toeschouwers: 35.000 Scheidsrechter: Germán Delfino (ARG) |

|                                                                  |                    |       |                                     |                                                                                            |
| 18 november Vriendschappelijk № 840 «onderlinge duels» 20:00 uur | Chili              | 1 – 2 | Uruguay                             | Monumental David Arellano, Santiago Toeschouwers: 39.812 Scheidsrechter: Carlos Vera (ECU) |
| 18 november Vriendschappelijk № 840 «onderlinge duels» 20:00 uur | Alexis Sánchez 27' |       | 45' Diego Rolán 81' Álvaro González | Monumental David Arellano, Santiago Toeschouwers: 39.812 Scheidsrechter: Carlos Vera (ECU) |

### 2015
|                                                               |         |                           |         |                                                                                |
| 28 maart Vriendschappelijk № 841 «onderlinge duels» 20:00 uur | Marokko | 0 – 1                     | Uruguay | Stade Adrar, Agadir Toeschouwers: 58.000 Scheidsrechter: Malang Diedhiou (SEN) |
| 28 maart Vriendschappelijk № 841 «onderlinge duels» 20:00 uur |         | 51' (pen.) Edinson Cavani |         | Stade Adrar, Agadir Toeschouwers: 58.000 Scheidsrechter: Malang Diedhiou (SEN) |

|                                                   | |       |                  |                                                                                            |
| 6 juni Vriendschappelijk № 842 «onderlinge duels» | Uruguay                                                                                                   | 5 – 1 | Guatemala        | Estadio Centenario, Montevideo Toeschouwers: 18.500 Scheidsrechter: Patricio Loustau (ARG) |
| 6 juni Vriendschappelijk № 842 «onderlinge duels» | Diego Rolán 4' Edinson Cavani 19' Edinson Cavani 32' (pen.) Giorgian De Arrascaeta 55' Abel Hernández 57' |       | 79' Wilson Lalín | Estadio Centenario, Montevideo Toeschouwers: 18.500 Scheidsrechter: Patricio Loustau (ARG) |

| Copa América 2015 |
| ----------------- |

|                                                                 |                        |       |         | |
| 13 juni Copa América Groep B № 843 «onderlinge duels» 16:00 uur | Uruguay                | 1 – 0 | Jamaica | Estadio Regional de Antofagasta, Antofagasta Toeschouwers: 8.653 Scheidsrechter: José Argote (VEN) |
| 13 juni Copa América Groep B № 843 «onderlinge duels» 16:00 uur | Cristian Rodríguez 52' |       |         | Estadio Regional de Antofagasta, Antofagasta Toeschouwers: 8.653 Scheidsrechter: José Argote (VEN) |

|                                                                 |                   |       |         |                                                                                       |
| 16 juni Copa América Groep B № 844 «onderlinge duels» 20:30 uur | Argentinië        | 1 – 0 | Uruguay | Estadio La Portada, La Serena Toeschouwers: 18.243 Scheidsrechter: Sandro Ricci (BRA) |
| 16 juni Copa América Groep B № 844 «onderlinge duels» 20:30 uur | Sergio Agüero 56' |       |         | Estadio La Portada, La Serena Toeschouwers: 18.243 Scheidsrechter: Sandro Ricci (BRA) |

|                                                                 |                        |       |                   |                                                                                                |
| 20 juni Copa América Groep B № 845 «onderlinge duels» 16:00 uur | Uruguay                | 1 – 1 | Paraguay          | Estadio La Portada, La Serena Toeschouwers: 16.021 Scheidsrechter: Roberto García Orozco (MEX) |
| 20 juni Copa América Groep B № 845 «onderlinge duels» 16:00 uur | José María Giménez 29' |       | 44' Lucas Barrios | Estadio La Portada, La Serena Toeschouwers: 16.021 Scheidsrechter: Roberto García Orozco (MEX) |

|                                                                     |                   |       |         |                                                                                    |
| 24 juni Copa América Kwartfinale № 846 «onderlinge duels» 20:30 uur | Chili             | 1 – 0 | Uruguay | Estadio Nacional, Santiago Toeschouwers: 45.304 Scheidsrechter: Sandro Ricci (BRA) |
| 24 juni Copa América Kwartfinale № 846 «onderlinge duels» 20:30 uur | Mauricio Isla 80' |       |         | Estadio Nacional, Santiago Toeschouwers: 45.304 Scheidsrechter: Sandro Ricci (BRA) |

|  |  |  |  |  |  |  |  |  |

|                                                        |        |                      |         |                                                                              |
| 4 september Vriendschappelijk № 847 «onderlinge duels» | Panama | 0 – 1                | Uruguay | Estadio Rommel Fernández, Panama-Stad Scheidsrechter: Jonathan Polanco (GUA) |
| 4 september Vriendschappelijk № 847 «onderlinge duels» |        | 82' Christian Stuani |         | Estadio Rommel Fernández, Panama-Stad Scheidsrechter: Jonathan Polanco (GUA) |

|                                                        |               |       |         |                                                                                     |
| 8 september Vriendschappelijk № 848 «onderlinge duels» | Costa Rica    | 1 – 0 | Uruguay | Estadio Nacional de Costa Rica, San José Scheidsrechter: Jorge Rojas Castillo (MEX) |
| 8 september Vriendschappelijk № 848 «onderlinge duels» | Bryan Ruiz 9' |       |         | Estadio Nacional de Costa Rica, San José Scheidsrechter: Jorge Rojas Castillo (MEX) |

|                                                                   |         |                                    |         |                                                                       |
| 8 oktober Kwalificatie WK 2018 № 849 «onderlinge duels» 16:00 uur | Bolivia | 0 – 2                              | Uruguay | Estadio Hernando Siles, La Paz Scheidsrechter: Patricio Loustau (ARG) |
| 8 oktober Kwalificatie WK 2018 № 849 «onderlinge duels» 16:00 uur |         | 10' Martín Cáceres 68' Diego Godín |         | Estadio Hernando Siles, La Paz Scheidsrechter: Patricio Loustau (ARG) |

|                                                                    |                                                    |       |          |                                                                                       |
| 13 oktober Kwalificatie WK 2018 № 850 «onderlinge duels» 16:00 uur | Uruguay                                            | 3 – 0 | Colombia | Estadio Centenario, Montevideo Toeschouwers: 38.000 Scheidsrechter: Héber Lopes (BRA) |
| 13 oktober Kwalificatie WK 2018 № 850 «onderlinge duels» 16:00 uur | Diego Godín 35' Diego Rolán 51' Abel Hernández 88' |       |          | Estadio Centenario, Montevideo Toeschouwers: 38.000 Scheidsrechter: Héber Lopes (BRA) |

|                                                                     |                                       |       |                    |                                                                                              |
| 12 november Kwalificatie WK 2018 № 851 «onderlinge duels» 16:00 uur | Ecuador                               | 2 – 1 | Uruguay            | Estadio Olímpico Atahualpa, Quito Toeschouwers: 33.000 Scheidsrechter: Ricardo Marques (BRA) |
| 12 november Kwalificatie WK 2018 № 851 «onderlinge duels» 16:00 uur | Felipe Caicedo 23' Fidel Martínez 59' |       | 49' Edinson Cavani | Estadio Olímpico Atahualpa, Quito Toeschouwers: 33.000 Scheidsrechter: Ricardo Marques (BRA) |

|                                                                     |                                                       |       |       |                                                                                         |
| 17 november Kwalificatie WK 2018 № 852 «onderlinge duels» 20:00 uur | Uruguay                                               | 3 – 0 | Chili | Estadio Centenario, Montevideo Toeschouwers: 50.000 Scheidsrechter: Wilmar Roldán (COL) |
| 17 november Kwalificatie WK 2018 № 852 «onderlinge duels» 20:00 uur | Diego Godín 24' Álvaro Pereira 62' Martín Cáceres 65' |       |       | Estadio Centenario, Montevideo Toeschouwers: 50.000 Scheidsrechter: Wilmar Roldán (COL) |

### 2016
|                                                                  |                                     |       |                                    |                                                                             |
| 25 maart Kwalificatie WK 2018 № 853 «onderlinge duels» 20:55 uur | Brazilië                            | 2 – 2 | Uruguay                            | Pernambuco, Recife Toeschouwers: 43.739 Scheidsrechter: Néstor Pitana (ARG) |
| 25 maart Kwalificatie WK 2018 № 853 «onderlinge duels» 20:55 uur | Douglas Costa 1' Renato Augusto 26' |       | 32' Edinson Cavani 48' Luis Suárez | Pernambuco, Recife Toeschouwers: 43.739 Scheidsrechter: Néstor Pitana (ARG) |

|                                                                  |                    |       |      |                                                                                          |
| 29 maart Kwalificatie WK 2018 № 854 «onderlinge duels» 20:00 uur | Uruguay            | 1 – 0 | Peru | Estadio Centenario, Montevideo Toeschouwers: 60.000 Scheidsrechter: Roddy Zambrano (ECU) |
| 29 maart Kwalificatie WK 2018 № 854 «onderlinge duels» 20:00 uur | Edinson Cavani 53' |       |      | Estadio Centenario, Montevideo Toeschouwers: 60.000 Scheidsrechter: Roddy Zambrano (ECU) |

|                                                             |                                                                |       |                   |                                                                                          |
| 27 mei Vriendschappelijk № 855 «onderlinge duels» 19:00 uur | Uruguay                                                        | 3 – 1 | Trinidad en T.    | Estadio Centenario, Montevideo Toeschouwers: 15.000 Scheidsrechter: Mauro Vigliano (ARG) |
| 27 mei Vriendschappelijk № 855 «onderlinge duels» 19:00 uur | Edinson Cavani 26' (pen.) Edinson Cavani 39' Matías Vecino 52' |       | 7' Jomal Williams | Estadio Centenario, Montevideo Toeschouwers: 15.000 Scheidsrechter: Mauro Vigliano (ARG) |

| Copa América Centenario |
| ----------------------- |

|                                                                |                                                                  |       |                 | |
| 5 juni Copa América Groep C № 856 «onderlinge duels» 20:00 uur | Mexico                                                           | 3 – 1 | Uruguay         | University of Phoenix Stadium, Glendale Toeschouwers: 60.025 Scheidsrechter: Enrique Cáceres (PAR) |
| 5 juni Copa América Groep C № 856 «onderlinge duels» 20:00 uur | Álvaro Pereira 4' (e.d.) Rafael Márquez 85' Héctor Herrera 90+2' |       | 74' Diego Godín | University of Phoenix Stadium, Glendale Toeschouwers: 60.025 Scheidsrechter: Enrique Cáceres (PAR) |

|                                                                |         |                         |           |                                                                                                 |
| 9 juni Copa América Groep C № 857 «onderlinge duels» 19:30 uur | Uruguay | 0 – 1                   | Venezuela | Lincoln Financial Field, Philadelphia Toeschouwers: 23.002 Scheidsrechter: Mauro Vigliano (ARG) |
| 9 juni Copa América Groep C № 857 «onderlinge duels» 19:30 uur |         | 36' José Salomón Rondón |           | Lincoln Financial Field, Philadelphia Toeschouwers: 23.002 Scheidsrechter: Mauro Vigliano (ARG) |

|                                                                 |                                                                   |       |         |                                                                                         |
| 13 juni Copa América Groep C № 858 «onderlinge duels» 22:00 uur | Uruguay                                                           | 3 – 0 | Jamaica | Levi's Stadium, Santa Clara Toeschouwers: 40.166 Scheidsrechter: Wilson Lamouroux (COL) |
| 13 juni Copa América Groep C № 858 «onderlinge duels» 22:00 uur | Abel Hernández 21' Je-Vaughn Watson 66' (e.d.) Mathías Corujo 88' |       |         | Levi's Stadium, Santa Clara Toeschouwers: 40.166 Scheidsrechter: Wilson Lamouroux (COL) |

|  |  |  |  |  |  |  |  |  |

|                                                                     |                  |       |         |                                                                                          |
| 1 september Kwalificatie WK 2018 № 859 «onderlinge duels» 20:30 uur | Argentinië       | 1 – 0 | Uruguay | Estadio Centenario, Montevideo Toeschouwers: 42.000 Scheidsrechter: Julio Bascuñán (CHI) |
| 1 september Kwalificatie WK 2018 № 859 «onderlinge duels» 20:30 uur | Lionel Messi 43' |       |         | Estadio Centenario, Montevideo Toeschouwers: 42.000 Scheidsrechter: Julio Bascuñán (CHI) |

|                                                                     |                                                                                       |       |          |                                                                                          |
| 6 september Kwalificatie WK 2018 № 860 «onderlinge duels» 20:00 uur | Uruguay                                                                               | 4 – 0 | Paraguay | Estadio Centenario, Montevideo Toeschouwers: 40.000 Scheidsrechter: Wilton Pereira (BRA) |
| 6 september Kwalificatie WK 2018 № 860 «onderlinge duels» 20:00 uur | Edinson Cavani 18' Cristian Rodríguez 42' Luis Suárez 45+1' (pen.) Edinson Cavani 54' |       |          | Estadio Centenario, Montevideo Toeschouwers: 40.000 Scheidsrechter: Wilton Pereira (BRA) |

|                                                                   |                                                           |       |           |                                                                                       |
| 6 oktober Kwalificatie WK 2018 № 861 «onderlinge duels» 20:00 uur | Uruguay                                                   | 3 – 0 | Venezuela | Estadio Centenario, Montevideo Toeschouwers: 50.000 Scheidsrechter: Raúl Orosco (BOL) |
| 6 oktober Kwalificatie WK 2018 № 861 «onderlinge duels» 20:00 uur | Nicolás Lodeiro 29' Edinson Cavani 46' Edinson Cavani 79' |       |           | Estadio Centenario, Montevideo Toeschouwers: 50.000 Scheidsrechter: Raúl Orosco (BOL) |

|                                                                    |                                 |       |                                        |                                                                                                 |
| 11 oktober Kwalificatie WK 2018 № 862 «onderlinge duels» 21:30 uur | Colombia                        | 2 – 2 | Uruguay                                | Estadio Roberto Meléndez, Barranquilla Toeschouwers: 48.000 Scheidsrechter: Néstor Pitana (ARG) |
| 11 oktober Kwalificatie WK 2018 № 862 «onderlinge duels» 21:30 uur | Abel Aguilar 15' Yerry Mina 84' |       | 27' Cristian Rodríguez 72' Luis Suárez | Estadio Roberto Meléndez, Barranquilla Toeschouwers: 48.000 Scheidsrechter: Néstor Pitana (ARG) |

|                                                                     |                                      |       |                    |                                                                                           |
| 10 november Kwalificatie WK 2018 № 863 «onderlinge duels» 20:00 uur | Uruguay                              | 2 – 1 | Ecuador            | Estadio Centenario, Montevideo Toeschouwers: 52.529 Scheidsrechter: Víctor Carrillo (PER) |
| 10 november Kwalificatie WK 2018 № 863 «onderlinge duels» 20:00 uur | Sebastián Coates 15' Diego Rolán 45' |       | 44' Felipe Caicedo | Estadio Centenario, Montevideo Toeschouwers: 52.529 Scheidsrechter: Víctor Carrillo (PER) |

|                                                                     |                                                          |       |                    |                                                                                       |
| 15 november Kwalificatie WK 2018 № 864 «onderlinge duels» 20:30 uur | Chili                                                    | 3 – 1 | Uruguay            | Estadio Nacional, Santiago Toeschouwers: 56.600 Scheidsrechter: Enrique Cáceres (PAR) |
| 15 november Kwalificatie WK 2018 № 864 «onderlinge duels» 20:30 uur | Eduardo Vargas 45' Alexis Sánchez 60' Alexis Sánchez 76' |       | 17' Edinson Cavani | Estadio Nacional, Santiago Toeschouwers: 56.600 Scheidsrechter: Enrique Cáceres (PAR) |

### 2017
|                                                                  |                           |       |                                                   |                                                                                            |
| 23 maart Kwalificatie WK 2018 № 865 «onderlinge duels» 20:00 uur | Uruguay                   | 1 – 4 | Brazilië                                          | Estadio Centenario, Montevideo Toeschouwers: 57.000 Scheidsrechter: Patricio Loustau (ARG) |
| 23 maart Kwalificatie WK 2018 № 865 «onderlinge duels» 20:00 uur | Edinson Cavani 10' (pen.) |       | 19' Paulinho 52' Paulinho 75' Neymar 90' Paulinho | Estadio Centenario, Montevideo Toeschouwers: 57.000 Scheidsrechter: Patricio Loustau (ARG) |

|                                                                  |                                      |       |                    |                                                                                  |
| 28 maart Kwalificatie WK 2018 № 866 «onderlinge duels» 21:15 uur | Peru                                 | 2 – 1 | Uruguay            | Estadio Nacional, Lima Toeschouwers: 50.000 Scheidsrechter: Julio Bascuñán (CHI) |
| 28 maart Kwalificatie WK 2018 № 866 «onderlinge duels» 21:15 uur | Paolo Guerrero 34' Édison Flores 62' |       | 30' Carlos Sánchez | Estadio Nacional, Lima Toeschouwers: 50.000 Scheidsrechter: Julio Bascuñán (CHI) |

|                                                             |                                                           |       |                        |                                                                                |
| 4 juni Vriendschappelijk № 867 «onderlinge duels» 18:00 uur | Ierland                                                   | 3 – 1 | Uruguay                | Aviva Stadium, Dublin Toeschouwers: 27.193 Scheidsrechter: Craig Thomson (SCO) |
| 4 juni Vriendschappelijk № 867 «onderlinge duels» 18:00 uur | Jonathan Walters 27' Cyrus Christie 51' James McClean 77' |       | 38' José María Giménez | Aviva Stadium, Dublin Toeschouwers: 27.193 Scheidsrechter: Craig Thomson (SCO) |

|                                                             |         |                                                              |        |                                                                                 |
| 6 juni Vriendschappelijk № 868 «onderlinge duels» 20:45 uur | Uruguay | 0 – 3                                                        | Italië | Allianz Riviera, Nice Toeschouwers: 15.000 Scheidsrechter: Clément Turpin (FRA) |
| 6 juni Vriendschappelijk № 868 «onderlinge duels» 20:45 uur |         | 7' José María Giménez 82' Éder 90+2' (pen.) Daniele De Rossi |        | Allianz Riviera, Nice Toeschouwers: 15.000 Scheidsrechter: Clément Turpin (FRA) |

|                                                                     |         |       |            |                                                                                           |
| 31 augustus Kwalificatie WK 2018 № 869 «onderlinge duels» 20:00 uur | Uruguay | 0 – 0 | Argentinië | Estadio Centenario, Montevideo Toeschouwers: 55.000 Scheidsrechter: Víctor Carrillo (PER) |
| 31 augustus Kwalificatie WK 2018 № 869 «onderlinge duels» 20:00 uur |         |       |            | Estadio Centenario, Montevideo Toeschouwers: 55.000 Scheidsrechter: Víctor Carrillo (PER) |

|                                                                     |                  |       |                                                |                                                                                                |
| 5 september Kwalificatie WK 2018 № 870 «onderlinge duels» 20:00 uur | Paraguay         | 1 – 2 | Uruguay                                        | Estadio Defensores del Chaco, Asuncion Toeschouwers: 30.830 Scheidsrechter: Sandro Ricci (BRA) |
| 5 september Kwalificatie WK 2018 № 870 «onderlinge duels» 20:00 uur | Ángel Romero 88' |       | 76' Federico Valverde 80' (e.d.) Gustavo Gómez | Estadio Defensores del Chaco, Asuncion Toeschouwers: 30.830 Scheidsrechter: Sandro Ricci (BRA) |

|                                                                   |           |       |         |                                                                                                  |
| 5 oktober Kwalificatie WK 2018 № 871 «onderlinge duels» 17:00 uur | Venezuela | 0 – 0 | Uruguay | Estadio Polideportivo, San Cristóbal Toeschouwers: 32.100 Scheidsrechter: Anderson Daronco (BRA) |
| 5 oktober Kwalificatie WK 2018 № 871 «onderlinge duels» 17:00 uur |           |       |         | Estadio Polideportivo, San Cristóbal Toeschouwers: 32.100 Scheidsrechter: Anderson Daronco (BRA) |

|                                                                    |                                                                       |       |                                                |                                                                                           |
| 10 oktober Kwalificatie WK 2018 № 872 «onderlinge duels» 20:30 uur | Uruguay                                                               | 4 – 2 | Bolivia                                        | Estadio Centenario, Montevideo Toeschouwers: 60.300 Scheidsrechter: Ricardo Marques (BRA) |
| 10 oktober Kwalificatie WK 2018 № 872 «onderlinge duels» 20:30 uur | Martín Cáceres 39' Edinson Cavani 42' Luis Suárez 60' Luis Suárez 76' |       | 24' (e.d.) Gastón Silva 79' (e.d.) Diego Godín | Estadio Centenario, Montevideo Toeschouwers: 60.300 Scheidsrechter: Ricardo Marques (BRA) |

|                                                                  |       |       |         |                                                                                  |
| 10 november Vriendschappelijk № 873 «onderlinge duels» 20:45 uur | Polen | 0 – 0 | Uruguay | Stadion Narodowy, Warschau Toeschouwers: 56.147 Scheidsrechter: István Vad (HUN) |
| 10 november Vriendschappelijk № 873 «onderlinge duels» 20:45 uur |       |       |         | Stadion Narodowy, Warschau Toeschouwers: 56.147 Scheidsrechter: István Vad (HUN) |

|                                                                  |                                     |       |                    |                                                                                     |
| 14 november Vriendschappelijk № 874 «onderlinge duels» 20:45 uur | Oostenrijk                          | 2 – 1 | Uruguay            | Ernst Happel Stadion, Wenen Toeschouwers: 11.632 Scheidsrechter: Tamás Bognár (HUN) |
| 14 november Vriendschappelijk № 874 «onderlinge duels» 20:45 uur | Marcel Sabitzer 5' Louis Schaub 87' |       | 10' Edinson Cavani | Ernst Happel Stadion, Wenen Toeschouwers: 11.632 Scheidsrechter: Tamás Bognár (HUN) |

### 2018
|                                                                         |                                           |       |          |                                                                                             |
| 23 maart Vriendschappelijk China Cup № 875 «onderlinge duels» 19:35 uur | Uruguay                                   | 2 – 0 | Tsjechië | Guangxi Sports Center, Nanning Toeschouwers: 22.537 Scheidsrechter: Saoud Ali Al-Adba (QAT) |
| 23 maart Vriendschappelijk China Cup № 875 «onderlinge duels» 19:35 uur | Luis Suárez 10' (pen.) Edinson Cavani 37' |       |          | Guangxi Sports Center, Nanning Toeschouwers: 22.537 Scheidsrechter: Saoud Ali Al-Adba (QAT) |

|                                                                         |                    |       |       |                                                                                               |
| 26 maart Vriendschappelijk China Cup № 876 «onderlinge duels» 20:35 uur | Uruguay            | 1 – 0 | Wales | Guangxi Sports Center, Nanning Toeschouwers: 41.016 Scheidsrechter: Salman Ahmad Falahi (QAT) |
| 26 maart Vriendschappelijk China Cup № 876 «onderlinge duels» 20:35 uur | Edinson Cavani 37' |       |       | Guangxi Sports Center, Nanning Toeschouwers: 41.016 Scheidsrechter: Salman Ahmad Falahi (QAT) |

|                                                             |                                                                          |       |             |                                                                                         |
| 7 juni Vriendschappelijk № 877 «onderlinge duels» 20:10 uur | Uruguay                                                                  | 3 – 0 | Oezbekistan | Estadio Centenario, Montevideo Toeschouwers: 50.600 Scheidsrechter: Raphael Claus (BRA) |
| 7 juni Vriendschappelijk № 877 «onderlinge duels» 20:10 uur | Giorgian De Arrascaeta 32' Luis Suárez 54' (pen.) José María Giménez 73' |       |             | Estadio Centenario, Montevideo Toeschouwers: 50.600 Scheidsrechter: Raphael Claus (BRA) |

|                                                                 |                                                        |       |                                                              |                                                                                 |
| 16 oktober Vriendschappelijk № 885 «onderlinge duels» 19:35 uur | Japan                                                  | 4 – 3 | Uruguay                                                      | Saitamastadion, Saitama Toeschouwers: 57.239 Scheidsrechter: Ko Hyung-jin (KOR) |
| 16 oktober Vriendschappelijk № 885 «onderlinge duels» 19:35 uur | Takumi Minamino 10', 66' Yuya Osako 36' Ritsu Doan 59' |       | Gastón Pereiro 28' Edinson Cavani 58' Jonathan Rodríguez 75' | Saitamastadion, Saitama Toeschouwers: 57.239 Scheidsrechter: Ko Hyung-jin (KOR) |

|                                                                  |                    |       |         |                                                                                       |
| 20 november Vriendschappelijk № 887 «onderlinge duels» 21:00 uur | Frankrijk          | 1 – 0 | Uruguay | Stade de France, Saint-Denis Toeschouwers: 70.000 Scheidsrechter: Damir Skomina (SVN) |
| 20 november Vriendschappelijk № 887 «onderlinge duels» 21:00 uur | Olivier Giroud 52' |       |         | Stade de France, Saint-Denis Toeschouwers: 70.000 Scheidsrechter: Damir Skomina (SVN) |

| WK 2018 |
| ------- |

|                                                                    |        |                        |         |                                                                                            |
| 15 juni WK 2018 Groep A № 878 «onderlinge duels» 17:00 uur (UTC+5) | Egypte | 0 – 1                  | Uruguay | Centraal Stadion, Jekaterinenburg Toeschouwers: 27.015 Scheidsrechter: Björn Kuipers (NED) |
| 15 juni WK 2018 Groep A № 878 «onderlinge duels» 17:00 uur (UTC+5) |        | 89' José María Giménez |         | Centraal Stadion, Jekaterinenburg Toeschouwers: 27.015 Scheidsrechter: Björn Kuipers (NED) |

|                                                                    |                 |       |               |                                                                                           |
| 20 juni WK 2018 Groep A № 879 «onderlinge duels» 16:00 uur (UTC+3) | Uruguay         | 1 – 0 | Saoedi-Arabië | Rostov Arena, Rostov aan de Don Toeschouwers: 42.678 Scheidsrechter: Clément Turpin (FRA) |
| 20 juni WK 2018 Groep A № 879 «onderlinge duels» 16:00 uur (UTC+3) | Luis Suárez 23' |       |               | Rostov Arena, Rostov aan de Don Toeschouwers: 42.678 Scheidsrechter: Clément Turpin (FRA) |

|                                                                    |                                                                |       |         |                                                                                 |
| 25 juni WK 2018 Groep A № 879 «onderlinge duels» 16:00 uur (UTC+4) | Uruguay                                                        | 3 – 0 | Rusland | Cosmos Arena, Samara Toeschouwers: 41.970 Scheidsrechter: Malang Diedhiou (SEN) |
| 25 juni WK 2018 Groep A № 879 «onderlinge duels» 16:00 uur (UTC+4) | Luis Suárez 10' Denis Tsjerysjev 23' (e.d.) Edinson Cavani 90' |       |         | Cosmos Arena, Samara Toeschouwers: 41.970 Scheidsrechter: Malang Diedhiou (SEN) |

|                                                                           |                                      |       |          |                                                                                        |
| 30 juni WK 2018 Achtste finale № 881 «onderlinge duels» 20:00 uur (UTC+3) | Uruguay                              | 2 – 1 | Portugal | Olympisch Stadion Fisjt, Sotsji Toeschouwers: 44.287 Scheidsrechter: César Ramos (MEX) |
| 30 juni WK 2018 Achtste finale № 881 «onderlinge duels» 20:00 uur (UTC+3) | Edinson Cavani 7' Edinson Cavani 62' |       | 55' Pepe | Olympisch Stadion Fisjt, Sotsji Toeschouwers: 44.287 Scheidsrechter: César Ramos (MEX) |

|                                                                       |         |                                          |           |                                                                                          |
| 6 juli WK 2018 Kwartfinale № 882 «onderlinge duels» 16:00 uur (UTC+3) | Uruguay | 0 – 2                                    | Frankrijk | Strelkastadion, Nizjni Novgorod Toeschouwers: 43.319 Scheidsrechter: Néstor Pitana (ARG) |
| 6 juli WK 2018 Kwartfinale № 882 «onderlinge duels» 16:00 uur (UTC+3) |         | 40' Raphaël Varane 61' Antoine Griezmann |           | Strelkastadion, Nizjni Novgorod Toeschouwers: 43.319 Scheidsrechter: Néstor Pitana (ARG) |

|  |  |  |  |  |  |  |  |  |

### 2019
|                                                       |                                                                                |       |          |                                                            |
| 25 maart China Cup № 889 «onderlinge duels» 19:35 uur | Uruguay                                                                        | 4 – 0 | Thailand | Guangxi Sportcenter, Nanning Scheidsrechter: Ma Ning (CHN) |
| 25 maart China Cup № 889 «onderlinge duels» 19:35 uur | Matías Vecino 6' Gaston Pereiro 38' Cristhian Stuani 58' Maximiliano Gómez 88' |       |          | Guangxi Sportcenter, Nanning Scheidsrechter: Ma Ning (CHN) |

| Copa América 2019 |
| ----------------- |

|                                                              |                                                                               |       |         |                                                                                             |
| 16 juni Copa América 2019 № 891 «onderlinge duels» 19:00 uur | Uruguay                                                                       | 4 – 0 | Ecuador | Mineirão Stadion, Belo Horizonte Toeschouwers: 13.611 Scheidsrechter: Anderson Daroco (BRA) |
| 16 juni Copa América 2019 № 891 «onderlinge duels» 19:00 uur | Nicolás Lodeiro 6' Edinson Cavani 33' Luis Alberto Suárez 44' Arturo Mina 78' |       |         | Mineirão Stadion, Belo Horizonte Toeschouwers: 13.611 Scheidsrechter: Anderson Daroco (BRA) |

|                                                              |                                                |       |                       |                                                                                       |
| 20 juni Copa América 2019 № 892 «onderlinge duels» 20:00 uur | Uruguay                                        | 2 – 2 | Japan                 | Arena do Grêmio, Porto Alegre Toeschouwers: 39.733 Scheidsrechter: Andrés Rojas (COL) |
| 20 juni Copa América 2019 № 892 «onderlinge duels» 20:00 uur | Luis Alberto Suárez 32' José María Giménez 66' |       | Koji Miyoshi 25', 59' | Arena do Grêmio, Porto Alegre Toeschouwers: 39.733 Scheidsrechter: Andrés Rojas (COL) |

|                                                              |       |                    |         |                                                                                   |
| 24 juni Copa América 2019 № 893 «onderlinge duels» 20:00 uur | Chili | 0 – 1              | Uruguay | Maracanã, Rio de Janeiro Toeschouwers: 57.442 Scheidsrechter: Raphael Claus (BRA) |
| 24 juni Copa América 2019 № 893 «onderlinge duels» 20:00 uur |       | Edinson Cavani 82' |         | Maracanã, Rio de Janeiro Toeschouwers: 57.442 Scheidsrechter: Raphael Claus (BRA) |

|                                                                          |                                                                                      |       |                                                                              | |
| 29 juni Copa América 2019 Kvartfinale № 894 «onderlinge duels» 16:00 uur | Uruguay                                                                              | 0 – 0 | Peru                                                                         | Itaipava Arena Fonte Nova, Salvador Toeschouwers: 21.180 Scheidsrechter: Wilton Pereira Sampaio (BRA) |
| 29 juni Copa América 2019 Kvartfinale № 894 «onderlinge duels» 16:00 uur |                                                                                      |       |                                                                              | Itaipava Arena Fonte Nova, Salvador Toeschouwers: 21.180 Scheidsrechter: Wilton Pereira Sampaio (BRA) |
| 29 juni Copa América 2019 Kvartfinale № 894 «onderlinge duels» 16:00 uur | Strafschoppen                                                                        |       |                                                                              | Itaipava Arena Fonte Nova, Salvador Toeschouwers: 21.180 Scheidsrechter: Wilton Pereira Sampaio (BRA) |
| 29 juni Copa América 2019 Kvartfinale № 894 «onderlinge duels» 16:00 uur | Luis Alberto Suárez Edinson Cavani Cristhian Stuani Rodrigo Bentancur Lucas Torreira | 4 – 5 | José Paolo Guerrero Raúl Ruidíaz Yoshimar Yotún Luis Advíncula Edison Flores | Itaipava Arena Fonte Nova, Salvador Toeschouwers: 21.180 Scheidsrechter: Wilton Pereira Sampaio (BRA) |

|                                                             |                         |       |                  |                                                                   |
| 15 oktober Vriendschappelijk № «onderlinge duels» 21:30 uur | Peru                    | 1 – 1 | Uruguay          | Estadio Nacional, Lima Scheidsrechter: Carlos Mario Herrera (COL) |
| 15 oktober Vriendschappelijk № «onderlinge duels» 21:30 uur | Christofer Gonzáles 17' |       | Darwin Núñez 80' | Estadio Nacional, Lima Scheidsrechter: Carlos Mario Herrera (COL) |

AUF · A-internationals · Selecties · Bondscoaches · Uruguayaans vrouwenelftal · Olympisch elftal · Uruguay U21 · Uruguay U20 · Uruguay U19 · Uruguay U18 · Uruguay U17
1900 – 1909 ·
1910 – 1919 ·
1920 – 1929 ·
1930 – 1939 ·
1940 – 1949 ·
1950 – 1959 ·
1960 – 1969 ·
1970 – 1979 ·
1980 – 1989 ·
1990 – 1999 ·
2000 – 2009 ·
2010 – 2019 ·
2020 – 2029
WK 1930 · 
WK 1950 · 
WK 1954 · 
WK 1962 · 
WK 1966 · 
WK 1970 ·
WK 1974 · 
WK 1986 · 
WK 1990 · 
WK 2002 · 
WK 2010 · 
WK 2014 · 
WK 2018
OS 1924 · 
OS 1928 ·
OS 2012
1902 · 
1903 · 
1904 · 
1905 · 
1906 · 
1907 · 
1908 · 
1909 ·
1910 · 
1911 · 
1912 · 
1913 · 
1914 · 
1915 · 
1916 · 
1917 · 
1918 · 
1919 ·
1920 · 
1921 · 
1922 · 
1923 · 
1924 · 
1925 · 
1926 · 
1927 · 
1928 · 
1929 ·
1930 · 
1931 · 
1932 · 
1933 · 
1934 · 
1935 · 
1936 · 
1937 · 
1938 · 
1939 ·
1940 · 
1941 · 
1942 · 
1943 · 
1944 · 
1945 · 
1946 · 
1947 · 
1948 · 
1949 ·
1950 · 
1951 · 
1952 · 
1953 · 
1954 · 
1955 · 
1956 · 
1957 · 
1958 · 
1959 ·
1960 · 
1961 · 
1962 · 
1963 · 
1964 · 
1965 · 
1966 · 
1967 · 
1968 · 
1969 ·
1970 · 
1971 · 
1972 · 
1973 · 
1974 · 
1975 · 
1976 · 
1977 · 
1978 · 
1979 ·
1980 · 
1981 · 
1982 · 
1983 · 
1984 · 
1985 · 
1986 · 
1987 · 
1988 · 
1989 ·
1990 ·
1991 · 
1992 · 
1993 · 
1994 · 
1995 · 
1996 · 
1997 · 
1998 · 
1999 · 
2000 · 
2001 · 
2002 · 
2003 · 
2004 · 
2005 · 
2006 · 
2007 · 
2008 · 
2009 · 
2010 · 
2011 · 
2012 · 
2013 · 
2014 · 
2015 · 
2016 ·
2017 ·
2018 ·
2019 ·
2020 ·
2021 ·
2022 ·
2023 ·
2024
Algerije ·
Angola ·
Argentinië ·
Australië ·
België ·
Bolivia ·
Brazilië ·
Bulgarije ·
Canada ·
Chili ·
China ·
Colombia ·
Costa Rica ·
Cuba ·
DDR ·
Denemarken ·
Duitsland ·
Ecuador ·
Egypte ·
Engeland ·
Estland ·
 Finland ·
Frankrijk ·
Georgië ·
Ghana ·
Guatemala ·
Haïti ·
Honduras ·
Hongarije ·
Ierland ·
India ·
Indonesië ·
Irak ·
Iran ·
Israël ·
Italië ·
Ivoorkust ·
Jamaica ·
Japan ·
Joegoslavië ·
Jordanië ·
Libië ·
Luxemburg ·
Maleisië ·
Mexico ·
Marokko ·
Nederland ·
Nicaragua ·
Nieuw-Zeeland ·
Nigeria ·
Noord-Ierland ·
Noorwegen ·
Oekraïne ·
Oezbekistan ·
Oman ·
Oostenrijk ·
Panama ·
Paraguay ·
Peru ·
Polen ·
Portugal ·
Roemenië ·
Rusland ·
Saarland ·
Saoedi-Arabië ·
Schotland ·
Senegal ·
Servië & Montenegro ·
Singapore ·
Slovenië ·
Sovjet-Unie ·
Spanje ·
Tahiti ·
Thailand ·
Trinidad en Tobago · 
Tsjechië ·
Tsjecho-Slowakije ·
Tunesië · 
Turkije ·
Venezuela ·
Verenigde Arabische Emiraten ·
Verenigde Staten ·
Wales ·
Zuid-Afrika ·
Zuid-Korea ·
Zweden ·
Zwitserland
Argentinië (1986) ·
België (1990) ·
Brazilië (1950) · 
Colombia (2014) ·
Costa Rica (2014) ·
Denemarken (1986) ·
Denemarken (2002) ·
Duitsland (2010) ·
Egypte (2018) ·
Engeland (2014) ·
Frankrijk (2002) ·
Frankrijk (2010) ·
Frankrijk (2018) ·
Ghana (2010) ·
Italië (1990) ·
Italië (2014) ·
Mexico (2010) ·
Nederland (1974) ·
Nederland (2010) ·
Portugal (2018) ·
Rusland (2018) ·
Saoedi-Arabië (2018) ·
Schotland (1986) ·
Senegal (2002) ·
Spanje (1990) ·
West-Duitsland (1986) ·
Zuid-Afrika (2010) ·
Zuid-Korea (1990) ·
Zuid-Korea (2010)
AFC-zone: Afghanistan · Australië · Bahrein · Bangladesh · Bhutan · Brunei · Cambodja · China · Chinees Taipei · Filipijnen · Guam · Hongkong · India · Indonesië · Iran · Irak · Japan · Jemen · Jordanië · Koeweit · Kirgizië · Laos · Libanon · Macau · Maleisië · Maldiven · Mongolië · Myanmar · Nepal · Noord-Korea · Oezbekistan · Oman · Oost-Timor · Pakistan · Palestina · Qatar · Saoedi-Arabië · Singapore · Sri Lanka · Syrië · Tadjikistan · Thailand · Turkmenistan · Verenigde Arabische Emiraten · Vietnam · Zuid-Korea

CAF-zone: Algerije · Angola · Benin · Botswana · Burkina Faso · Burundi · Centraal-Afrikaanse Republiek · Comoren · Congo-Brazzaville · Congo-Kinshasa · Djibouti · Egypte · Equatoriaal-Guinea · Eritrea · Ethiopië · Gabon · Gambia · Ghana · Guinee · Guinee-Bissau · Ivoorkust · Kaapverdië · Kameroen · Kenia · Lesotho · Liberia · Libië · Madagaskar · Malawi · Mali · Mauritanië · Mauritius · Marokko · Mozambique · Namibië · Niger · Nigeria · Oeganda · Rwanda · Sao Tomé en Principe · Senegal · Seychellen · Sierra Leone · Soedan · Somalië · Swaziland · Tanzania · Togo · Tsjaad · Tunesië · Zambia · Zimbabwe · Zuid-Afrika · Zuid-Soedan 

CONCACAF-zone: Amerikaanse Maagdeneilanden · Anguilla · Antigua en Barbuda · Aruba · Bahama's · Barbados · Belize · Bermuda · Britse Maagdeneilanden · Canada · Kaaimaneilanden · Costa Rica · Cuba · Curaçao · Dominica · Dominicaanse Republiek · El Salvador · Frans Guyana · Grenada · Guadeloupe · Guatemala · Guyana · Haïti · Honduras · Jamaica · Martinique · Mexico · Montserrat · 
Nicaragua · Panama · Puerto Rico · Saint Kitts en Nevis · Saint Lucia · Saint Vincent en de Grenadines · Sint Maarten · Suriname · Trinidad en Tobago · Turks- en Caicoseilanden · Verenigde Staten

CONMEBOL-zone: Argentinië · Bolivia · Brazilië · Chili · Colombia · Ecuador · Paraguay · Peru · Uruguay · Venezuela

OFC-zone: Amerikaans-Samoa · Cookeilanden · Fiji · Nieuw-Caledonië · Nieuw-Zeeland · Papoea-Nieuw-Guinea · Samoa · Salomoneilanden · Tahiti · Tonga · Vanuatu

UEFA-zone: Albanië · Andorra · Armenië · Azerbeidzjan · België · Bosnië en Herzegovina · Bulgarije · Cyprus · Denemarken · Duitsland · Engeland · Estland · Faeröer · Finland · Frankrijk · Georgië · Gibraltar · Griekenland · Hongarije · IJsland · Ierland · Israël · Italië · Kazachstan · Kosovo · Kroatië · Letland · Liechtenstein · Litouwen · Luxemburg · Macedonië · Malta · Moldavië · Montenegro · Nederland · Noord-Ierland · Noorwegen · Oekraïne · Oostenrijk · Polen · Portugal · Roemenië · Rusland · San Marino · Schotland · Servië · Slovenië · Slowakije · Spanje · Tsjechië · Turkije · Wales · Wit-Rusland · Zweden · Zwitserland